# ニューヨーク・ニューヨーク (ホテル)
ニューヨーク・ニューヨーク・ホテル＆カジノ（New York-New York Hotel & Casino）は、アメリカ合衆国ネバダ州ラスベガスにあるMGMリゾーツ・インターナショナル系列のカジノホテルである。1920年代ごろのニューヨークマンハッタンをイメージしていて、自由の女神、ブルックリンブリッジなどのイミテーションがあり、客室棟はエンパイアステートビルディング、クライスラービルなどのレプリカになっている。

## 歴史
トロピカーナとラスベガス・ブールバード交差点の北西の角にある18エーカーの敷地は、MGMグランド、エクスカリバー・ホテル＆カジノ、トロピカーナに近接しているため、開発の主要スポットと見なされていた。日本の会社であるユニバーサルエンターテインメントが土地を所有しており、ホテルカジノを建設するためにシーザーズ・エンターテインメントとの合弁事業について話し合いが行われたが、意に達することができなかった。1992年、カーク・カーコリアンのトラシンダ・コーポレーションがこの土地を3150万ドルで購入し、MGMグランド社に提供した。
ニューヨークの街並みをモデルとしたカジノは、シグ・ロギッチ（元ホワイトハウスのスタッフでアイスランドの米国大使）とマーク・アドベントによって考案された。この案は採用され、1995年3月に着工した。
ニューヨーク・ニューヨークは、4億6000万ドルの費用で竣工し、1997年1月3日に開業した。

## ビッグアップル・コースター
敷地内に設置されているジェットコースター「ビッグアップル・コースター」は、浅草花やしきのローラーコースターなどで知られる日本のトーゴ社によるもので、カジノのゲームに影響を与えない程度の振動対策と、客室のすぐそばを走る際の騒音対策から採用に至ったもの。